# Michel Ier Cérulaire
Michel Ier Cérulaire (en grec : Μιχαήλ Α' Κηρουλάριος ; né à Constantinople vers 1000, mort le 21 janvier 1059) fut patriarche de Constantinople du 25 mars 1043 au 2 novembre 1058.
D’abord haut fonctionnaire, il fut impliqué dans un complot contre Michel IV, qu'il entendait remplacer. Exilé avec son frère à  Prinkipo (une des Îles des Princes) et dès lors privé de tout espoir de prendre le pouvoir, il décida qu’une carrière ecclésiastique lui permettrait un nouveau départ. Devenu moine et rappelé d’exil, il gagna la faveur de Constantin IX Monomaque et fut choisi comme nouveau patriarche de Constantinople à la mort d’Alexis Studite. Dès son entrée en fonction il s’appliqua à uniformiser la pratique religieuse au sein de son patriarcat qui, depuis les conquêtes du IXe siècle, s’était considérablement étendu non seulement en Asie mineure mais aussi en Europe où son influence s’exerçait maintenant également en Bulgarie, en Russie et en Géorgie.
Cependant, en Italie byzantine, la souveraineté de Constantinople était sérieusement ébranlée par les conquêtes lombardes, les territoires conquis passant sur le plan religieux de la juridiction de Constantinople à celle de Rome. Répliquant aux ordres de la papauté de voir les églises de ces territoires se conformer aux rites latins, Michel Cérulaire ordonna aux églises latines de Constantinople de se plier aux rites grecs, entrant en conflit avec le représentant impérial en Italie favorable à un accommodement avec Rome.
Dans la même foulée, il fit écrire par Léon, archevêque d’Ohrid, une lettre destinée au pape et aux évêques occidentaux condamnant certaines coutumes latines jugées non conformes à la doctrine orthodoxe. Cela occasionna une vive réponse de Humbert, cardinal de Silva Candida, premier secrétaire du pape et esprit aussi bouillant que Michel Cérulaire. Le ton monta et le cardinal persuada le pape d’envoyer une délégation sous sa direction à Constantinople pour rappeler au patriarche la suprématie du pontife de Rome sur l’Église universelle.
Choqué par la froide réception qui l’attendait chez le patriarche à Constantinople, le cardinal déposa le 16 juillet 1054 une bulle sur le maître-autel de Sainte-Sophie anathématisant le patriarche et ses principaux collaborateurs. Ce sur quoi, le patriarche alla voir l’empereur qui, bien qu’il préconisât une politique amicale envers Rome, finit par autoriser le patriarche à faire de même à l’endroit des légats pontificaux.
Fort de cette victoire qui renforçait son influence non seulement face à l’empereur, mais aussi à l’égard de ses collègues orientaux d’Antioche, d’Alexandrie et de Jérusalem, Michel Cérulaire tenta de plus en plus de s’immiscer dans la gestion des affaires de l’État. Après la mort de Constantin IX, Théodora, maintenant seule impératrice, aurait voulu se débarrasser de son trop zélé patriarche, mais son court règne et la précarité de sa position ne lui permit pas de mettre son projet à exécution.
Michel Cérulaire prit part au complot qui devait mettre un terme au règne de Michel VI, successeur de Théodora, et porter au pouvoir Isaac Comnène. Les relations entre les deux hommes, d’abord cordiales, se détériorèrent rapidement, le patriarche se posant de plus en plus comme l’égal de l’empereur dont il se mit à chausser les bottines de pourpre. Fort du soutien de l’armée, Isaac réagit promptement et, connaissant la popularité du patriarche auprès de la population, le fit arrêter et exiler dans l’île de Marmara, convoquant au même moment un synode visant à le destituer sous prétexte d’hérésie, blasphème et autres turpitudes. Michel Cérulaire résista jusqu’au bout aux pressions pour qu’il se démette de ses fonctions, mais mourut le 21 janvier 1059 avant que le procès n’ait lieu.

## De la naissance à 1054

L’Empire byzantin à la mort de Basile II; au-delà des frontières, l’influence du patriarche de Constantinople s’exerçait aussi sur la Bulgarie, la Russie, l’Arménie et la Géorgie.

Michel Cérulaire naquit à Constantinople entre 1005 et 1010 dans une famille sénatoriale.
De sa jeunesse on sait seulement qu’il débuta une carrière dans la fonction publique qu’il  poursuivit jusqu’en 1040, lorsqu’il fut impliqué dans un complot contre Michel IV (r. 1034 – 1041). Il fut découvert et exilé avec son frère aux Îles des Princes. Mais alors que son frère se suicida, Michel décida d’entrer dans les ordres où il ambitionna immédiatement de devenir patriarche,.
Il fut rappelé d’exil par Michel V (r. décembre 1041 – avril 1042) et gagna par la suite la faveur de Constantin IX Monomaque (r. 1042 – 1055), comploteur comme lui. Il fut bientôt promu à la dignité de « syncelle »,, homme de confiance et généralement successeur du patriarche, jouissant d'une position élevée  dans la haute administration de l’État; selon le Kletorologion de 899, le syncelle venait en troisième position de la hiérarchie de l’État et son titulaire était considéré comme un membre du Sénat.
Lorsque le patriarche Alexis Studite mourut en 1043, l’empereur le choisit comme nouveau patriarche de Constantinople et il fut intronisé le 25 mars de la même année. Dès le début il consacra toutes ses énergies à exalter le prestige et le pouvoir du patriarcat byzantin. Si ses notions de théologie et d’histoire ecclésiastique étaient plutôt faibles, il avait gardé de son premier emploi les qualités d’administrateur capable et énergique. Peu porté à tolérer la diversité, il se mit immédiatement en devoir d’unifier la pratique religieuse à l’intérieur de son patriarcat, en particulier dans la principauté d’Arménie jusque-là indépendante, mais depuis peu annexée à l’Empire. Les Arméniens avaient rejeté les canons du concile de Chalcédoine et étaient considérés de ce fait comme hérétiques, mais ils se distinguaient des Grecs plus par leurs usages dont certains étaient semblables aux Latins, que par leurs croyances dogmatiques. Ils commençaient ainsi le Carême à une date différente des orthodoxes, utilisaient comme les Latins du pain sans levain pour la communion et étaient favorables au jeûne du samedi. Par ailleurs, les conquêtes du IXe siècle avaient étendu considérablement le champ d’action du patriarcat de Constantinople. En plus de l’Arménie, la Russie, la Bulgarie, et la Géorgie étaient maintenant sous son autorité.
Cette politique d’unification visa également les Latins qui avaient leurs propres églises à Constantinople. Michel Cérulaire éprouvait un mépris profond à l’endroit de Rome et de la papauté dont la souveraineté sur ses États était aussi sérieusement menacée au sud de l’Italie par l’arrivée des Normands que celle de Byzance. Conduits par Robert Guiscard et son frère Tancrède de la famille des Hauteville, ils avaient envahi l’Apulie, la Calabre et la Sicile. Bientôt seules quelques villes côtières dont Bari demeurèrent aux mains des Byzantins. Pour faire face au danger, l’empereur byzantin avait confié le commandement des troupes impériales d’Italie à un noble lombard du nom d’Argyros, fils d’un Apulien appelé Melo qui en 1020 s’était révolté contre Byzance. En tant que Latin, Argyros était plutôt favorable à une alliance avec Rome. Rappelé à Constantinople en 1046, il entra bien vite en conflit avec le patriarche qui le priva plusieurs fois de la communion en raison du pain azyme employé en Occident pour les hosties,.

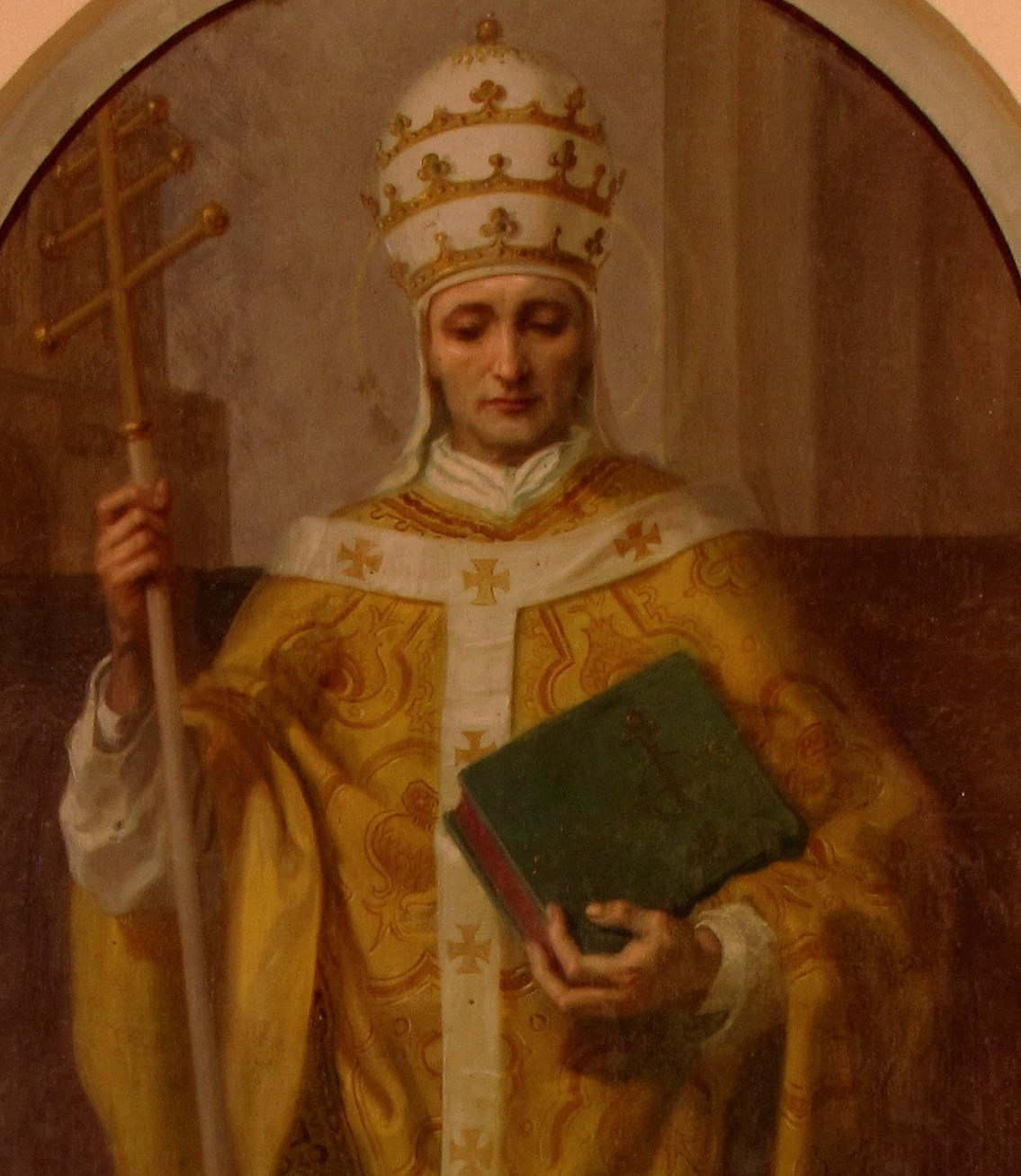
Léon IX d’après un tableau de l’église Saint-Kilian de Dingsheim (Alsace).

À Rome, la situation en 1046 était tellement chaotique que l’empereur germanique Henri III avait dû descendre régler la situation alors que trois papes se disputaient le pouvoir. L’empereur avait installé sur le trône de Saint-Pierre un Lorrain énergique, Bruno évêque de Toul, qui avait pris le nom de Léon IX et était bien décidé à réformer l’Église d’Occident. Pour ce faire, il devait rétablir l’autorité du pape sur l’Église et uniformiser la pratique religieuse.
Or, les territoires byzantins occupés par les Normands latins passaient automatiquement sous l’autorité ecclésiastique de Rome et le pape ne tenait pas à ce qu’ils retournassent sous celle de Byzance. Aussi ordonna-t-il que leurs églises de rite byzantin se conforment aux usages latins. Répondant du tac au tac, le patriarche ordonna que les églises latines de Constantinople adoptent les usages grecs. Sur leur refus, il les fit fermer vers la fin de l’année 1052. Ce faisant il contrecarrait la politique de l’empereur Constantin IX qui avait ratifié l’alliance politique et militaire entre Argyros et Léon IX.
Dans cette foulée, le patriarche demanda à l’archevêque d’Ohrid, primat de l’Église bulgare, d’écrire une lettre à l’évêque de l’église grecque de Tranie en Apulie pour que celui-ci la transmette au pape et aux évêques latins, lettre contenant une violente critique de l’usage des azymes, du jeûne du samedi et d’autres usages réels ou supposés des Latins. Cette lettre arriva en Italie alors qu’Argyros avait été battu par les Normands en février 1053 et que le pape avait été amené en captivité à Civitate après la défaite de son armée. Les Normands avaient toutefois autorisé le premier secrétaire du Saint-Siège, Humbert cardinal de Silva Candida, aussi connu comme Humbert de Moyenmoutier (son abbaye d’origine), à demeurer au service du pape. Étant passé à Tranie, il reçut la lettre de Léon d’Ohrid. Ne maîtrisant pas très bien le grec, il en fit une traduction hâtive dont on retenait surtout le ton agressif. Le pape en fut d’autant plus indigné qu’il croyait être en termes amicaux avec l’empereur byzantin. Deux réponses furent préparées par Humbert, l’une destinée à l’évêque d’Ohrid  et  à Michel, « évêque » de Constantinople qui réaffirmait la suprématie de l’Église romaine en se basant sur la « donation de Constantin », l’autre (dont on ignore le destinataire) était une apologie des usages latins. Le pape trouva sans doute le ton de son secrétaire un peu abrupt, car les lettres ne furent pas envoyées immédiatement.
Dans l’intervalle, deux autres lettres arrivèrent de Constantinople datées de janvier 1054 : la première signée par l’empereur préconisait en termes chaleureux une alliance politique; la deuxième signée par le patriarche promettait de faire inscrire le nom du pape sur les diptyques (liste des noms des personnages pour lesquels on priait lors des offices) de l’empire pourvu que le sien soit inscrit sur ceux de Rome. C’était revendiquer  non seulement l’autocéphalie de l’Église de Constantinople, mais également l’égalité complète entre le pape et le patriarche byzantin, le patriarche s’adressant au pape non pas comme à son « père » suivant la coutume, mais à son « frère ». De plus, il se désignait lui-même comme « patriarche œcuménique » ce qui fut traduit par le secrétariat de Léon par « universel », alors qu’il s’agissait d’un terme assez vague utilisé par Constantinople pour désigner « l’empire » ,.

## L’anathème réciproque de 1054
Si Michel Cérulaire détestait les Latins, Humbert de Silva Candida détestait les Grecs avec la même passion. Homme d’érudition et de grande piété, il avait le caractère emporté et privilégiait la méthode forte. Aussi décida-t-il le pape Léon dont la santé déclinait rapidement, à envoyer des légats à Constantinople porteurs de deux lettres, l’une adressée à l’empereur, l’autre au patriarche. Celle destinée à l’empereur menaçait celui-ci de sanctions s’il ne ramenait pas son patriarche à raison, celle destinée au patriarche réaffirmait la suprématie papale, déniait à Michel Cérulaire le droit de se proclamer « œcuménique » et mettait en doute la validité de sa nomination en plus de réfuter ses critiques des usages latins,.
Les trois légats choisis étaient le cardinal Humbert lui-même, Frédéric de Lorraine chancelier du Saint-Siège, et Pierre archevêque d’Amalfi, ville vassale de l’empire dont la population était majoritairement grecque. Arrivés à Constantinople, ils allèrent d’abord chez le patriarche, mais s’estimant offensés par le protocole utilisé, se contentèrent de jeter à ses pieds la lettre du pape. Les Byzantins remarquèrent immédiatement que les sceaux de la lettre avaient été brisés et que le ton de celle-ci était bien loin du ton courtois et de l’esprit élevé qui était, selon Jean de Trani, celui de Léon IX. Cérulaire en déduisit immédiatement que le cardinal Humbert avait probablement montré la lettre à son ennemi, Argyros, lors d’une escale en Apulie et que le texte avait alors été altéré. Quelques jours après l’arrivée des légats, le 15 avril, le pape mourut. Son successeur, Victor II, nommé par l’empereur germanique, n’arriva à Rome qu’en avril 1055. Techniquement, le mandat des légats expirait avec la mort de celui qui les avait mandatés et ils auraient dû rentrer à Rome attendre les instructions de son successeur,.
Ils n’en firent rien et se rendirent ensuite chez l’empereur qui, lui, les reçut avec la plus grande courtoisie. Se sentant en confiance, ils décidèrent de rendre publics les textes qu’ils avaient apportés. Ceux-ci provoquèrent une réaction immédiate dans les hautes sphères religieuses et un moine du monastère du Stoudion prépara une réplique immédiate défendant les usages grecs et critiquant ceux des Latins ajoutant aux critiques habituelles le célibat des prêtres et la célébration d’une messe ordinaire pendant le Carême. Le cardinal de Silva Candida perdit alors tout sang-froid et rédigea un mémoire en termes violents, voire orduriers à l’endroit du moine, renouvelant ses critiques des coutumes grecques,.
Michel Cérulaire continuait à ignorer la présence des légats. Le 16 juillet 1054, alors que débutait l’office de l’après-midi, le cardinal Humbert et ses deux collègues déposèrent sur le maître-autel de Sainte-Sophie une bulle excommuniant le patriarche, l’évêque d’Ohrid, le chancelier patriarcal Michel Constantin et leurs acolytes. Outré, le patriarche se rendit chez l’empereur, lequel venait justement de prendre congé des légats, lui apportant  une traduction de la bulle. Se méfiant de Cérulaire, l’empereur se fit d’abord confirmer l’exactitude du texte avant d’ordonner aux légats de revenir, ce qu’ils se gardèrent bien de faire. Pendant ce temps, le patriarche avait rendu le texte de l’excommunication public et s’était rallié la population de Constantinople fondamentalement hostile aux légats parce que venant de Rome et à l’empereur qui les avait reçus avec une telle courtoisie. Le 20 juillet, le Grand Tribunal du Patriarche fit jeter l’anathème contre la bulle pontificale et brûler tous les exemplaires sauf un qui fut déposé aux archives. Ce n’est qu’après que l’empereur eut fait arrêter le fils et le gendre d’Argyros et fouetter l’interprète qui avait fait traduire la bulle en grec que l’émeute s’apaisa ,,.

## Hostilité entre le patriarche et l’empereur

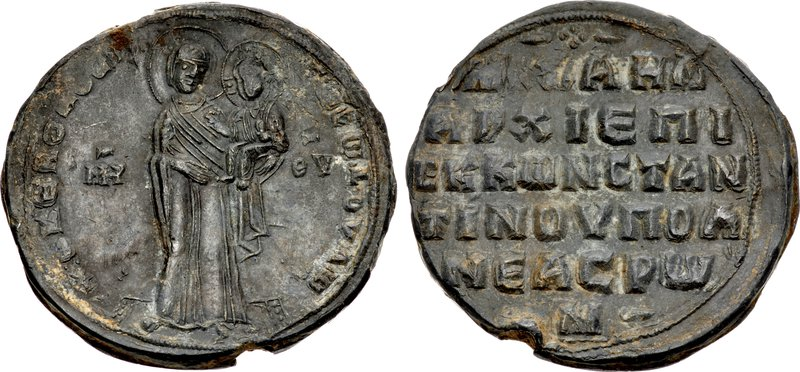
Sceau de plomb de Michel Cérulaire en tant que patriarche de Constantinople.

Cet épisode marquait une grande victoire pour le patriarche qui avait l’appui du clergé et de la population; mais il constituait aussi une défaite pour l’empereur et sa politique de rapprochement avec Rome. Dès lors les relations, déjà froides, ne pouvaient que se tendre entre les deux hommes.
Peu après le départ des légats circula à Constantinople un pamphlet intitulé « Contre les Francs » reprochant aux Latins vingt-huit pratiques dont certaines étaient authentiques, d’autres imaginaires, et qui visait surtout en s’adressant aux gens peu instruits, à renforcer la position du patriarche face à un empereur censé être favorable aux Latins.
Michel Cérulaire profita également de l’épisode pour s’assurer du soutien de ses collègues d’Orient. La paix relative existant entre l’Empire byzantin et le califat fatimide permettaient la reprise d’un dialogue plus fréquent entre les quatre patriarches d’Orient. Dans une lettre au patriarche d’Antioche, il fit un récit tendancieux des évènements puisqu’il laissait entendre que toute l’Église orthodoxe avait été excommuniée. Il la compléta par la suite en dressant une longue liste des pratiques qu’il reprochait aux Latins, y ajoutant cette fois la querelle doctrinale du Filioque.
Maintenant convaincu de sa supériorité, il n’hésita pas à confondre les sphères d’autorité du patriarche et de l’empereur  en se chaussant par exemple de bottines de couleur pourpre, couleur réservée au seul empereur. Dans l’acte d’accusation qu’il rédigera plus tard contre Cérulaire, Psellos ira jusqu’à dire : « Cérulaire se mit à distribuer les charges… s’attribuant à lui-même le pouvoir impérial dans sa plénitude; il ne lui manquait plus que de se faire appeler empereur » et « perdant toute espèce de honte, il a réuni la royauté et le sacerdoce .
Quelques mois après le tragique épisode de 1054, Constantin IX Monomaque mourut le 11 janvier 1055.

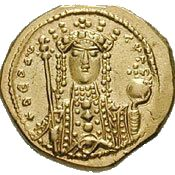
Tétarteron de l’impératrice Théodora Porphyrogénète.

Le pouvoir revint alors à la dernière survivante de la dynastie macédonienne, Théodora Porphyrogénète (seule impératrice 11 janvier 1055 – 31 aout 1056), fille de Constantin VIII. Le patriarche voulut peut-être alors lui donner un époux de son choix suivant la tradition des princes-époux ou adoptés en vigueur depuis la mort de Basile II; celle-ci toutefois, instruite de l’expérience de sa sœur Zoé, décida d’assumer seule la direction de l’empire. Le patriarche, ne pouvant accepter qu’une femme tienne les rênes du gouvernement ne manqua pas de faire savoir son mécontentement à haute voix, ce qui lui valut l’inimitié de l’impératrice qui « l’eût déposé du patriarcat si de longues années de vie mortelle lui avaient été accordées ».
Malheureusement pour l’empire, l’impératrice s’entoura de conseillers qui défirent systématiquement ce qu’avait fait Constantin IX, engageant celui-ci dans de nouveaux conflits y compris avec le califat fatimide dont dépendait Cérulaire pour maintenir les relations avec ses collègues orientaux. Cette inimitié fut peut-être une des causes de son implication dans un procès visant deux moines thaumaturges de Chio et d’une voyante qu’ils appuyaient. Cérulaire qui, comme beaucoup d’hommes de son temps (y compris Psellos qui était devenu moine peu avant la mort de Constantin IX ) s’intéressait à l’astrologie, appuyait et protégeait ceux-ci ,. Tombé en disgrâce, le patriarche vit le retour à Constantinople de son ennemi juré, Argyros, qui reçut l’appui de la souveraine pour sa politique de rapprochement avec l’Occident et l’empereur germanique Henri III,.
Le successeur de Théodora fut un sénateur âgé, haut fonctionnaire s’occupant des finances militaires, Michel VI Bringas, dit le Stratiotikos (litt : le militaire) (1056-1057) que Michel Cérulaire dut couronner, non sans avoir toutefois tenté de faire sentir son pouvoir en s’assurant que celui-ci avait bien été choisi par Théodora et  non par ses conseillers. S’il refusa de s’associer à la tentative de coup d’État fomentée par un cousin ou neveu de Constantin IX du nom de Théodose, faisant fermer devant celui-ci les portes de Sainte-Sophie où le comploteur malchanceux cherchait à se réfugier, il n’hésita pas à comploter contre Michel VI avec Isaac Comnène (r. 1757 – 1759) et Catacalon Cecaumenos, deux généraux publiquement humiliés par Michel VI au cours de la semaine sainte.
Le 8 juin 1057, Isaac était proclamé empereur dans son domaine de Paphlagonie. S’ensuivit une longue marche vers Constantinople et de difficiles tractations entre Michel VI et Isaac qui furent interrompues lorsque l’empereur fut déposé par une révolution de palais menée par quelques sénateurs et le patriarche. Michel VI dut aller se réfugier à Sainte-Sophie où, suivant les conseils de Cérulaire, il décida de renoncer au trône pour se faire moine ,, .
Le patriarche fut récompensé pour sa participation au coup d’État en recevant seule autorité pour tout ce qui touchait le personnel et les finances de Sainte-Sophie, domaine réservé jusque-là à l’empereur, pendant que ses neveux qui avaient participé au complot recevaient des positions importantes dans l’administration ,,.
Les relations entre le patriarche et l’empereur ne tardèrent toutefois pas à se détériorer. Faisant face à un déficit désastreux, Isaac dut, pour payer les armées, révoquer des exemptions de taxes consenties par Constantin IX et Michel VI à des monastères et églises, allant jusqu’à exproprier certaines propriétés ecclésiastiques en s’appuyant sur une loi datant de Nicéphore II Phocas,,. Ceci provoqua l’ire du patriarche qui se plaignit ouvertement de ce traitement et menaça de faire tomber l’empereur de la même manière qu’il l’avait porté au pouvoir,. C’est à ce moment qu’il commença à porter les bottines de pourpre réservées à l’empereur, voulant sans doute affirmer comme le pape commençait à le faire à Rome que le pouvoir spirituel était égal, sinon supérieur au pouvoir impérial.
Mais Isaac était d’une autre trempe que ses prédécesseurs et pouvait compter sur le soutien inconditionnel de l’armée. Le 8 novembre 1058, alors que le patriarche visitait une église hors des murs de la cité, Isaac le fit arrêter par la garde varègue qui lui était totalement dévouée et le fit mener au Prokonnesos dans l’ile de Marmara où il fut tenu en garde à vue. L’empereur fit pression sur Michel Cérulaire pour l’amener à se démettre de ses fonctions : sans résultat. De guerre lasse, l’empereur convoqua un synode, quelque part en Thrace donc loin de la capitale et des foules qui auraient pu apporter leur appui au patriarche. Psellos, qui avait eu dans le passé maille à partir avec le patriarche et qui était maintenant moine, fut chargé de la poursuite qui accuserait Cérulaire d’hérésie, de blasphème et de vice. Toutefois, Michel Cérulaire mourut le 21 janvier 1059 avant que le procès ne se tienne. L’empereur désigna alors Constantin Leikoudès comme son successeur,,,.
En apparence, l’empereur sortait victorieux de ce conflit. Cependant, la population de Constantinople laissa éclater sa colère lorsqu’elle apprit l’arrestation et le décès de son patriarche vénéré. Des révoltes s’ensuivirent et même si Isaac réussit à reprendre le contrôle de la situation, il ne put jamais retrouver la popularité qui l’avait porté sur le trône, son pouvoir ne s’appuyant que sur l’armée. Un peu plus d’une année après son avènement, l’Église, la bureaucratie civile et la population unissaient leurs forces contre lui. L’infatigable énergie qu’il avait déployée au cours de ces mois le quitta et il tomba malade au cours d’une chasse hors de Constantinople. Le 22 novembre 1059, il nommait Constantin Doukas comme son successeur et, quittant la vie publique, se retirait au monastère du Stoudion,.

### Sources primaires
- Cedrenos, Georges. Synopsis Historiae, Éd. Bekker, C.H.S.B., 1838.
- Migne. Patrologiae Cursus Completus, Series Graeco-Latina (ci-haut P.G.), 161 vol. Paris, 1857-1866.
- Migne. Patrologiae Cursus Completus, Series Latina (ci-haut P.L.). 221 vol. Paris, 1844-1845. Concernant la lettre de Léon IX, vol. 143 (cxliii), Leo IX Epistolae Et Decreta .pdf - 1.9 Mb. Voir Col. 744B-769D (pp. 76–89).
- Psellos, Michel. Chronographie. Paris, Les Belles Lettres, 1967.
- Psellos, Michel. Discours et correspondance. Scripta Minora I-II. Éd. Kurtz et Drexhel, Milan, 1936-1941. I = Discours; II = 273 lettres, la plupart inédites.
- Psellos, Michel. "Un discours inédit de Psellos", Revue des Études grecques, XVII, 1903, XVIII, 1904.
- Skylitzès, Jean. Empereurs de Constantinople, « Synopsis Historiôn » traduit par Bernard Flusin et annoté par Jean-Claude Cheynet, éditions P. Lethilleux, Paris, 2003  (ISBN 2283604591), « Constantin Monomaque », p. 351-394.

### Sources secondaires
- Louis Bréhier, Le schisme oriental du XIe siècle, Paris, E. Leroux, 1899.
- Louis Bréhier, Vie et mort de Byzance, Paris, 1969.
- John Julius Norwich: Histoire de Byzance (trad. de l'anglais), Paris, Perrin, coll. « Tempus », 1999 (réimpr. 2002), 506 p. (ISBN 2-262-01890-1)
- (en) Bury, John Bagnell. The Imperial Administrative System of the Ninth Century - With a Revised Text of the Kletorologion of Philotheos. London, Published for the British Academy by Henry Frowde, Oxford University Press, 1911.
- (en) Charanis, Peter. "The Byzantine Empire in the Eleventh Century". A History of the Crusades. , (1969) [1955]. Madison: University of Wisconsin Press. [en ligne] https://archive.org/details/Charanis196911thCenturyByzantium/page/n5.
- (fr) Cheynet, Jean-Claude. Pouvoir et contestations à Byzance (963–1210) (= Publications de la Sorbonne. Série Byzantina Sorbonensia. Bd. 9). Réimpression. Publications de la Sorbonne Centre de Recherches d'Histoire et de Civilisation Byzantines, Paris 1996.
- (fr) Gay, Jules. L’Italie méridionale et l’Empire byzantin. Paris, Fontemoign, 1904. [en ligne] https://archive.org/details/litaliemridiona00gaygoog/page/n12.
- (fr) Jugie, Martin. Le Schisme byzantin : Aperçu historique et doctrinal par Martin Jugie. Paris, P. Lethielleux, 1940. ASIN: B00180GNUC.
- (en) Anthony Kaldellis, Streams of gold, rivers of blood : the rise and fall of Byzantium, 955 A.D. to the First Crusade, New York, Oxford University Press, 2017, 399 p. (ISBN 978-0-19-025322-6, lire en ligne).
- (en) Anthony Kaldellis et Dimitris Krallis (trad. du grec ancien), Michael Attaleiates : The History, Cambridge,  Massachusetts and London, Harvard University Press, 2012, 636 p. (ISBN 978-0-674-05799-9 et 0-674-05799-6, lire en ligne).
- (en) Kazdhan, Alexander (ed). The Oxford Dictionary of Byzantium. Oxford, Oxford University Press, 1991.  (ISBN 0-19-504652-8).
- (en) Likoudis, James. “At the Origins of the Byzantine Greco-Slav Schism: patriarchs of Constantinople Photius (858-867; 877-886) and Michael Cerularius (1043-1059)”. Paper delivered at a Seminar on “Understanding the Eastern Schism” , Franciscan University of Steubenville, Ohio. /1 January 2014.
- (de) Michel, A. Humbert und Kerullarios, Padeborn, 1924-1930, 2 vol.
- (en) Norwich, John Julius. Byzantium, The Apogee. New York, Alfred A. Knopf, 1994.  (ISBN 978-0-394-53779-5).
- Steven Runciman (trad. de l'anglais), Le Schisme d’Orient, La papauté et les Églises d’Orient XIe siècle-XIIe siècle, Paris, Les Belles-Lettres, 2005, 201 p. (ISBN 2-251-38072-8).
- (en) Sewter, Edgar Robert Ashton, ed. The Chronographia of Michael Psellus. New Haven, Yale University Press, 1953.  (ISBN 978-0-140-44169-7).
- (en) Tinnefeld, F. “Michael I. Kerullarios, Patriarch von Konstantinopel (1034-1058)”. Jahrbuch der Österreichischen byzantinischen Gesellschaft, 39 (1989) pp. 95-127.
- (fr) Vacant, A; E. Mangeno; E. Amann. Dictionnaire de Théologie catholique, Paris, Letouzé et Ané, 1921-1922. vol. X, 2. [en ligne] http://jesusmarie.free.fr/dictionnaire_de_theologie_catholique_lettre_M.html.